# Nana Mizuki
Nana Mizuki (jap. 水樹 奈々 Mizuki Nana; ur. 21 stycznia 1980 w Niihamie) – japońska piosenkarka, autorka tekstów i seiyū, współpracująca z wytwórnią King Records.

## Kariera
Zadebiutowała jako seiyū w 1998 roku, natomiast jej debiutancki singel Omoi wydany został 6 grudnia 2000 nakładem wytwórni King Records. Rok później ukazał się jej debiutancki album supersonic girl (5 grudnia 2001). Kolejny singel Mizuki, zatytułowany innocent starter dostał się na listę Oricon Top 10 singli, osiągając 9. pozycję. Od tego czasu nagrania piosenkarki osiągały coraz wyższe notowania w Japonii, czyniąc z niej popularną w kraju piosenkarkę. 3 czerwca 2009 jej album ULTIMATE DIAMOND osiągnął 1. miejsce w rankingu Oricon, zostając pierwszą płytą nr 1 piosenkarki. Singel PHANTOM MINDS, wydany 13 stycznia 2010, sklasyfikował się na 1. miejscu, czyniąc ją pierwszą seiyū z singlem i albumem na szczycie tygodniowych list Oricon od jego powstania w 1968. Mizuki jest również znaną seiyū, na swoim koncie posiada ponad 130 ról głosowych.

## Filmografia
Ważniejsze role są pogrubione.

### Seriale anime
| 1998 | - Flint the Time Detective (Yamato Sora) |
| 1999 | - Shin Hakkenden (Saya) |
| 2000 | - Love Hina (Nyamo Namo) |
| 2001 | - Sister Princess (Aria) - Król szamanów (Tamao Tamamura, Kororo) - Mamimume Mogacho (Mako-chan) - Detektyw Conan (właściciel sklepu „Bones” w odc. 242) |
| 2002 | - Sister Princess: Re Pure (Aria) - Seven of Seven (Nana Suzuki) - Gravion (Marinia) - Naruto (Hinata Hyūga) - Happy Lesson (Minazuki Rokumatsuri) - Princess Tutu (Rue Kuroha / Księżniczka Claire) - Tenchi Muyo! GXP (Neju Na Melmas) - Samurai Deeper Kyo (Mika) |
| 2003 | - F-Zero GP Legend (Lucy Liberty) - Gravion Zwei (Marinia) - Fullmetal Alchemist (Wrath) - Happy Lesson Advance (Minazuki Rokumatsuri) - Bottle Fairy (Kururu) - Beast Fighter the Apocalypse (Ayaka Sanders) |
| 2004 | - Magical Girl Lyrical Nanoha (Fate Testarossa) - tactics (Suzu Edogawa) - 2x2=Shinobuden (Shinobu) - Ichigo 100% Special (Yui Minamito) - Ragnarok The Animation as Yufa - Pokémon: Advanced Generation (Powarun w odc. 83) - Paranoia Agent (Taeko Hirukawa w odc. 6) |
| 2005 | - Magical Girl Lyrical Nanoha A’s (Fate Testarossa, Alicia Testarossa) - Jigoku shōjo (Tsugumi Shibata) - Ichigo 100% (Yui Minamito) - Basilisk (Oboro) - Magical Canan (Sayaka Mizushiro) - Erementar Gerad (Cisqua) - Guyver: The Bioboosted Armor (Mizuki Segawa) - Koi Koi Seven (Yayoi Asuka) - Canvas 2: Niji Iro no Sketch(Ruriko Misono w odc. 8) - Yakitate!! Japan (Sophie Balzac Kirisaki) |
| 2006 | - Tsuyokiss Cool×Sweet (Sunao Konoe) - Witchblade (Maria) - Simoun (Morinas) - Kiba (Roya) - Jyu Oh Sei (Tiz) - Yoshinaga-san Chi no Gargoyle (Lili) - Inukami! (Kei Shindou) - Kagihime Monogatari Eikyū Alice Rondo (Akane Akatsuki w odc. 4) - Majime ni Fumajime: Kaiketsu Zorori (Maruchiinu) |
| 2007 | - Magical Girl Lyrical Nanoha StrikerS (Fate.T.Harlaown) - Mokke (Mizuki Hibara) - Minami-ke (Tōma Minami) - Darker than Black (Misaki Kirihara) - MapleStory (Krone) - Ayakashi (Eimu Yoake) - Shugo Chara! (Utau Hoshina / Utau Tsukiyomi) - Shining Tears X Wind (Kanon Seena) - Shinkyoku Sōkai Polyphonica (Yugiri Perserte) - Naruto: Shippūden (Hinata Hyūga) - Dragonaut – The Resonance (Sieglinde Baumgard) - Engage Planet Kiss Dum (Yuno Rukina) - Claymore (Riful) - Jigoku Shōjo Futakomori (Tsugumi Shibata w odc. 24) |
| 2008 | - Rosario + Vampire (Moka Akashiya) - Minami-ke: Okawari (Tōma Minami) - Allison & Lillia (Allison Whittington, Lillia Whittington-Schultz) - Itazura na Kiss (Kotoko Aihara (Irie)) - Hakushaku to yōsei (Lydia Carlton) - Shugo Chara!! Doki– (Utau Hoshina) - Rosario + Vampire Capu2 (Moka Akashiya) - Kyōran Kazoku Nikki (Oasis w odc. 22) - Jigoku Shōjo Mitsuganae (Tsugumi Shibata) - Junjō Romantica (Kaoruko Usami w odc. 22)                                                                                              |
| 2009 | - White Album (Rina Ogata) - Minami-ke: Okaeri (Tōma Minami) - Rideback (Rin Ogata) - Shinkyoku Sōkai Polyphonica Crimson S (Yugiri Perserte) - Fullmetal Alchemist: Brotherhood (Lan Fan) - Tegami Bachi (Sylvette Suede) - Darker than Black: Ryūsei no Gemini (Misaki Kirihara) - Kämpfer (Kanden Yamaneko) - Shugo Chara!!! Dokki Doki (Utau Hoshina) - Aoi Bungaku Series (Akiko w odc. 5-6) |
| 2010 | - HeartCatch Pretty Cure! (Tsubomi Hanasaki / Cure Blossom) - Kuroshitsuji II (Alois Trancy) - Tegami Bachi: Reverse (Sylvette Suede) |
| 2011 | - Hōrō Musuko (Nitori Maho) - Dog Days (Ricotta Elmar) - Toriko (Tina) - Kämpfer für die Liebe (Kanden Yamaneko) - Blood-C (Saya Kisaragi) |
| 2012 | - Senki Zesshō Symphogear (Tsubasa Kazenari) - Dog Days (Ricotta Elmar, Takatsuki Nanami) - Naruto SD: Rock Lee & His Ninja Pals (Hinata Hyūga) - Jinrui wa Suitaishimashita (Pion w odc. 5-6) - Zetsuen no Tempest (Evangeline Yamamoto) - Magi: The Labyrinth of Magic (Ren Hakuei) |
| 2013 | - Minami-ke Tadaima (Tōma Minami) - Kakumeiki Valvrave (Kriemhild) - Senki Zesshō Symphogear G (Tsubasa Kazenari) |
| 2015 | - Magical Girl Lyrical Nanoha ViVid (Fate Testarossa) - Senki Zesshō Symphogear GX (Tsubasa Kazenari) |
| 2017 | - Senki Zesshō Symphogear AXZ (Tsubasa Kazenari) |

### OVA
| 2001 | - Happy Lesson OVA (Minazuki Rokumatsuri) - Love Hina Spring Special (Nyamo Namo) - Memories Off 2nd (Hotaru Shirakawa)                                                              |
| 2002 | - Generation of Chaos Next (Roji) |
| 2003 | - Memories Off 2nd Special: Nocturne (Hotaru Shirakawa) |
| 2004 | - Happy Lesson The Final (Minazuki Rokumatsuri) - Hourglass of Summer (Kaho Serizawa) - Memories Off 3.5 (Hotaru Shirakawa) - King of Bandit Jing in Seventh Heaven (Casus w odc. 2) |
| 2005 | - Ichigo 100% OVA (Yui Minamito) - Fighting Fantasy Girl Rescue Me! Mave-chan (Mave-chan)                                                                                            |
| 2006 | - Baldr Force EXE Resolution (Ryang) - Fullmetal Alchemist: Premium Collection (Wrath) - Fullmetal Alchemist: Seven Homunculi vs State Alchemist (Wrath)                             |
| 2007 | - Tales of Symphonia: The Animation (Colette Brunel) - Tokyo Marble Chocolate (Chizuru)                                                                                              |
| 2009 | - Saint Seiya: The Lost Canvas (Pandora) |
| 2011 | - Saint Seiya: The Lost Canvas – Meiō Shinwa 2 (Pandora) - Supernatural: The Animation (Meg Masters) - Tales of Symphonia: The United World (Colette Brunel)                         |

### Filmy anime
| 2002 | - Welcome to Pia Carrot: Sayaka no Koi-monogatari (Noriko Shima) |
| 2004 | - Naruto the Movie: Konoha Sports Festival (Hinata Hyūga) - Pokémon: Cel Deoxys (Audrey) |
| 2005 | - Fullmetal Alchemist: Conqueror of Shambala (Wrath) |
| 2007 | - Naruto: Shippūden the Movie (Hinata Hyūga) - JoJo’s Bizarre Adventure: Phantom Blood (Erina Pendleton) |
| 2008 | - Kara no kyōkai: The Garden of Sinners (Misaya Ōji) - Naruto Shippūden 2: Bonds (Hinata Hyūga) |
| 2009 | - Keroro gunsō the Super Movie 4: Gekishin Dragon Warriors (Sion) - Detective Conan: The Raven Chaser (Reporter Yoshii) - Professor Layton and the Eternal Diva (Janice Quatlane) - Naruto Shippūden 3: Inheritors of the Will of Fire (Hinata Hyūga) |
| 2010 | - Book Girl (Nanase Kotobuki) - Magical Girl Lyrical Nanoha the MOVIE 1st (Fate Testarossa) - Pretty Cure All Stars DX2: Light of Hope☆Protect the Rainbow Jewel! (Tsubomi Hanasaki / Cure Blossom) - Fashion Show in the Flower Capital... Really?! (Tsubomi Hanasaki / Cure Blossom) |
| 2011 | - Tezuka Osamu no Buddha -Akai Sabaku yo! Utsukushiku- (Migaila) - Pretty Cure All Stars DX3 (Tsubomi Hanasaki / Cure Blossom) - Pocket Monsters Best Wishes! The Movie: Victini and the Black Hero: Zekrom (Victini) - Pocket Monsters Best Wishes! The Movie: Victini and the White Hero: Reshiram (Victini)                                                                                                  |
| 2012 | - Magic Tree House (Matka) - Pretty Cure All Stars New Stage: Friends of the Future (Tsubomi Hanasaki/Cure Blossom) - Doraemon: Nobita and the Island of Miracles ~Animal Adventure~ (Koron) - Blood-C: The Last Dark (Saya Kisaragi) - Magical Girl Lyrical Nanoha The Movie 2nd A’s (Fate Testarossa) - Naruto Shippuden the Movie: Road to Ninja (Hinata Hyūga) - Fuse Teppō Musume no Torimonochō (Itezuru) |

### Gry
| 1998 | - Noël: La Neige (PS, Chisato Kadokura (debiut)) |
| 1999 | - Little Witch Parfait (PC, Reinette Kirsche) - Little Witch Reinette (PC, Reinette Kirsche) |
| 2001 | - Memories Off 2nd (PS, Hotaru Shirakawa) - Sister Princess (PS, Aria) - Sister Princess: Pure Stories (PS, Aria) - Happy Lesson (DC, Minazuki Rokumatsuri) - Generation of Chaos (PS2, Roji) |
| 2002 | - Hourglass of Summer (PS2, PC, Kaho Serizawa) - Reveal Fantasia (PS2, Heizel) - Power DoLLS: Detachment of Limited Line Service (PC, Eris Titaneer) - Generation of Chaos Next (PS2, Roji) - Hime Kishi Monogatari: Princess Blue (GBA, Karen) - Shaman King: Spirit of Shamans (PS, Tamao Tamamura) - Shaman King: Shaman King Chō Senjiryokketsu 3 (GBA, Tamao Tamamura) |
| 2003 | - Angelic Concert (PS2, LeAnn Elsas) - Memories Off Duet (PS2, Hotaru Shirakawa) - Sister Princess 2 (PS, Aria) - Tales of Symphonia (GC, Colette Brunel) - Cupid Bistro 2 (PS2, Xbox, Celery Periwinkle) - Generation of Chaos 3 (PS2, Roji) - Sakura: Setsugetsuka (PC, Tsukumo Nana) - Fullmetal Alchemist and the Broken Angel (PS2, Armony Eiselstein) - Naruto: Ultimate Ninja (series)\|Naruto: Ultimate Ninja (PS2, Hinata Hyūga) - Naruto: Clash of Ninja (series)\|Naruto: Clash of Ninja 2 (GC, Hinata Hyūga) |
| 2004 | - You that Become A Memory: Memories Off (PC, Hotaru Shirakawa) - Memories Off: And Then (PS2, PC, Hotaru Shirakawa) - Angelic Concert Encore (LeAnn Elsas) - Tales of Symphonia (PS2, Colette Brunel) - Black/Matrix 00 (PS, Luca) - Lost Aya Sophia (PS2, Sonia Rosshi) - Sequence Palladium: Hōmatsu no Tenchi (PC, Remirina Matoroana Ishutana) - Fullmetal Alchemist: Dream Carnival (Wrath) - Naruto: Ultimate Ninja 2 (PS2, Hinata Hyūga) - Naruto: Clash of Ninja 3 (GC, Hinata Hyūga)                           |
| 2005 | - Princess Maker 4 (PS2, Córka) - Ichigo 100% Strawberry Diary (PS2, Yui Minamoto) - Tales of the World: Narikiri Dungeon 3 (GBA, Colette Brunel) - Erementar Gerad: Matoe, Suifu no Ken (PS2, Cisqua) - Elemental Gerad: Tozasareshi Uta (GBA, Cisqua) - Bottle Fairy: Haru.Natsu.Aki.Fuyu Sensei-san to Issho (PC, Kururu) - Naruto: Ultimate Ninja 3 (PS2, Hinata Hyūga) |
| 2006 | - Princess Maker 4 (PC, PSP, Córka) - Wild Arms 5 the Vth Vanguard (PS2, Rebecca Streisand) - Summon Night 4 (PS2, Enishia) - Ninkyōden Toseinin Ichidaiki (PS2, Okoto) - Wrestle Angels Survivor (Riyu Kikuchi) |
| 2007 | - Tales of Fandom Vol.2 (PS2, Colette Brunel) - Shining Wind (PS2, Kanon Seena) - Shining Force EXA (PS2, Amitalilly) - Shōkan Shōjo: ElementalGirl Calling (PS2, Musuhi) - Simoun: Shōbi Sensō – Fūin no Remersion (PS2, Morinas) - Exceed 3rd: Jade Penetrate (PC, Irias Reginleif) - Atelier Lise: Alchemist of Ordre (NDS, Lolotte Stasille) |
| 2008 | - Rune Factory 2 (NDS, Mana) - Tales of Symphonia: Dawn of the New World (Wii, Colette Brunel) - Star Ocean: The Second Evolution (PSP, Rena Lanford) - Avalon Code (NDS, Dorothe) - Wrestle Angels Survivor 2 (Chisato Sakurai i Riyu Kikuchi) |
| 2009 | - Granado Espada (PC, Mifuyu) - Luminous Arc 3: Eyes (DS, Ashley) - Shining Force Cross (AC, narrator) - Triggerheart Exelica -Enhanced- (PS2, Faintear) |
| 2010 | - White Album (PS3, Rina Ogata) - Naruto Shippūden: Ultimate Ninja Storm 2 (PS3, XBOX360, Hinata Hyūga) - Magical Girl Lyrical Nanoha A’s Portable: The Battle of Aces (PSP, Fate Testarossa) - Metal Gear Solid Peace Walker (PSP, Paz Ortega Andrade / Pacifica Ocean) - Super Robot Taisen OG Saga: Endless Frontier Exceed (DS, Neige Hausen) - Fullmetal Alchemist: To the Promised Day (PSP, Lan Fan) - Naruto Shippūden: Kizuna Drive (PSP, Hinata Hyūga) - Shining Hearts (PSP, Maxima Enfield)                  |
| 2011 | - Phantasy Star Portable 2 Infinity (Nagisa) - Phantom Breaker (Mikoto Nishina) - Final Fantasy Type-0 (Claes Celestia Misuka Sansest) - Magical Girl Lyrical Nanoha A’s Portable: The Gears of Destiny (PSP, Fate Testarossa) |
| 2012 | - Resident Evil: Revelations (3DS, Jessica Sherawat) - Shining Blade (PSP, Sakuya, Kanon) - nendoroid generation (PSP, Fate Testarossa) - Unchained Blades Exiv (PSP/3DS, Sofia) - Drakerider (iOS, Gale Altaventi) |
| 2012 | - Shining Ark (PSP, Viola, Seraphim) |

### Dramy CD
| 2001 | - Happy Lesson Drama CD (6-letnia Minazuki Rokumatsuri) - Memories Off Drama CD: Bridge (Hotaru Shirakawa) |
| 2002 | - Shichinin no Nana: Side Story of Nana (Nana Suzuki) - Minna de Tsukuru Memo Off! CD (Hotaru Shirakawa) - Rusuden Memories (Hotaru Shirakawa) - Buddy Party (audio drama segment in the radio show „Mizutama Friends”) - Eien no Nohara (Nozawa Hitomi) - Chūnen Shinka Plus (Izumi Shiho) - Trial Triangle (Uehara) |
| 2003 | - Junk Force (Liza) - Memories Off Drama CD: Omoide ni Kawaru Kimi (Hotaru Shirakawa) - Shin Megami Tensei 3: Nocturne Drama CD (Tachibana Chiaki) - Nurse Witch Komugi (Hayase) |
| 2004 | - Magical Girl Lyrical Nanoha Sound Stage (Fate Testarossa) - Memories Off Drama CD: Omoide no Partita (Hotaru Shirakawa) - Drama CD Ichigo 100% (Yui Minamito) - Naruto seria CD dram (Hinata Hyuga) - 2x2=Shinobuden (Shinobu) - Rozen Maiden Drama CD (Suiseiseki) - Ragnarok The Animation Drama CD (Yufa) - Memories Off: And Then Drama CD (Hotaru Shirakawa) - Twinkle Saber Nova (Amamiya Satsuki) - Tales of Symphonia: A Long Time Ago (Colette Brunel) - Black/Matrix 00 (Luca) - Koi Koi 7 Drama CD (Yayoi Asuka) - tactics Drama CD (Suzu Edogawa) - Sakura: Setsugetsuka (Tsukumo Nana) |
| 2005 | - Magical Girl Lyrical Nanoha A’s Sound Stage (Fate Testarossa) - V.B.Rose (Ageha Shiroi) - Itazura na Kiss (Kotoko Aihara) - Basilisk (Oboro) - Ichigo 100% Drama Theater (Yui Minamito) - Elemental Gerad React (Cisqua) - Secret of Cactus (Nami Minase) - 1-nen 777-gumi (Haruno Korisu) - PrismxEgoist (Run) - Tales of Symphonia: Rodeo Ride Tour (Colette Brunel) |
| 2006 | - Magical Girl Lyrical Nanoha A’s Sound Stage 02 (Fate Testarossa) - Magical Girl Lyrical Nanoha A’s Sound Stage 03 (Fate Testarossa) - Ichigo 100% Last Take East Side (Yui Minamito) - Ichigo 100% Last Take West Side (Yui Minamito) - Yoshinaga-san Chi no Gargoyle (Lili) - Rosario + Vampire as Moka Akashiya - Kagihime Monogatari Eikyū Alice Rondo: Kiraha’s Story (Akane Akatsuki) - Aquarian Age Drama CD Vol.1 (Alice) - Kotonoha no Miko to Kotodama no Majo to Drama CD (Sarasa) |
| 2007 | - Magical Girl Lyrical Nanoha StrikerS Sound Stage 01 (Fate T. Harlaown (Fate Testarossa) - Magical Girl Lyrical Nanoha StrikerS Sound Stage 02 (Fate T. Harlaown) - Magical Girl Lyrical Nanoha StrikerS Sound Stage 03 (Fate T. Harlaown) - Magical Girl Lyrical Nanoha StrikerS Sound Stage 04 (Fate T. Harlaown) - Shuraki Trinity (Towako Mizuchi) - V.B.Rose 2 (Ageha Shiroi) - Rosario + Vampire drama CD 2 (Moka Akashiya) - Shining Wind drama CD vol.1 (Kanon Seena) - Hakushaku to yōsei Drama CD 1 (Lydia Carton) - Tōko: Demon’s Wind (Tōko)                                             |
| 2008 | - Shining Wind drama CD vol.2 (Kanon Seena) - Judgement Chime (Varuna / Rieru) - Shōnen Shinkaron 2 (Shiho Izumi) - Hakushaku to yōsei Drama CD 2 (Lydia Carlton) |
| 2009 | - Magical Girl Lyrical Nanoha The MOVIE 1st Ticket CD SPECIAL (Fate T. Harlaown) - Ameiro Kouchakan Kandan – White Engage (Kotoori Sarasa) - Requiem et Reminiscence (Maria Klose) |
| 2010 | - White Album Sound Stage 01 (Rina Ogata) - White Album Sound Stage 02 (Rina Ogata) - Shinakoi Drama CD (Narukami Koharu) |

## Dyskografia

### Albumy studyjne
- 2001: supersonic girl
- 2002: MAGIC ATTRACTION
- 2003: DREAM SKIPPER
- 2004: ALIVE & KICKING
- 2006: HYBRID UNIVERSE
- 2007: GREAT ACTIVITY
- 2009: ULTIMATE DIAMOND
- 2010: IMPACT EXCITER
- 2012: ROCKBOUND NEIGHBORS
- 2014: SUPERNAL LIBERTY
- 2015: SMASHING ANTHEMS
- 2016: NEOGENE CREATION
- 2019: CANNONBALL RUNNING

### Kompilacje
- 2007: THE MUSEUM
- 2011: THE MUSEUM II
- 2018: THE MUSEUM III

## Występy na żywo
| 4 koncerty |
| --- |
| 2002 23 listopada: ON AIR OSAKA 28 listopada: CLUB DIAMOND HALL 30 listopada: Tokyo International Forum Hall C 2003 5 stycznia: Zepp Tokyo (dodatkowy) |

| 10 koncertów |
| --- |
| 19 lipca: Zepp Sendai 21 lipca: Zepp Sapporo 26 lipca: Zepp Osaka 27 lipca: Zepp Fukuoka 3 sierpnia: Zepp Tokyo 22 sierpnia: Centrum Sztuki i Nauki Kawaguchi Main Hall 24 sierpnia: Aichi-ken Kinrō Kaikan 25 sierpnia: Kyoto Kaikan Second Hall 27 sierpnia: Matsuyama City Hall 31 sierpnia: Shibuya Public Hall |

| 6 koncertów |
| --- |
| 17 lipca: CLUB DIAMOND HALL 24 lipca: Zepp Fukuoka 25 lipca: Zepp Osaka 30 lipca: Zepp Tokyo 31 lipca: Zepp Tokyo 13 sierpnia: Zepp Sapporo 15 sierpnia: Zepp Sendai |

| 3 koncerty |
| --- |
| 2004 12 grudnia: Aichi Kōsei Nenkin Kaikan 13 grudnia: Osaka Kōsei Nenkin Kaikan 2005 2 stycznia: Nippon Budōkan |

| 6 koncertów |
| --- |
| 23 lipca: Zepp Fukuoka 31 lipca: Zepp Sendai 5 sierpnia: Zepp Nagoya 14 sierpnia: Forest Hall 21 Great Hall 20 sierpnia: NHK Osaka Hall 28 sierpnia: Pacifico Yokohama Kokurisu Hall |

| 8 koncertów |
| --- |
| 15 lipca: Zepp Sendai 22 lipca: Zepp Fukuoka 29 lipca: Hibiya Open-Air Concert Hall 5 sierpnia: Ehime ken Kenmin Bunka Kaikan Sub Hall 12 sierpnia: Osaka Kōsei Nenkin Kaikan 13 sierpnia: Nagoya Shimin Kaikan 19 sierpnia: Pacifico Yokohama Kokurisu Hall 20 sierpnia: Pacifico Yokohama Kokurisu Hall |

| 7 koncertów |
| --- |
| 2007 2 grudnia: Nagoya Congress Center Century Hall 15 grudnia: Aster Plaza Great Hall 16 grudnia: Matsuyama Shimin Kaikan Hall 22 grudnia: Tokyo Kōsei Nenkin Kaikan 24 grudnia: Sendai Sun Plaza 31 grudnia: Osaka International Convention Center Main Hall 2008 3 stycznia: Saitama Super Arena (Main Arena Mode) |

| 2 koncerty |
| --- |
| 5 lipca: Yoyogi National Gymnasium (Pierwsza Sala) (BLUE SIDE) 6 lipca: Yoyogi National Gymnasium (Pierwsza Sala) (RED SIDE) |

| 7 koncertów |
| --- |
| 10 stycznia: NHK Osaka Hall 11 stycznia: NHK Osaka Hall 17 stycznia: Nagoya Congress Center Century Hall 18 stycznia: Nagoya Congress Center Century Hall 23 stycznia: Nippon Budōkan 24 stycznia: Nippon Budōkan 25 stycznia: Nippon Budōkan |

| 8 koncertów |
| --- |
| 14 lutego: Fukuoka Convention Center Main Hall 20 lutego: Niihama-shi Shimin Bunka Center Great Hall 7 marca: Sendai Sun Plaza Hall 13 marca: Yokohama Arena 14 marca: Yokohama Arena 20 marca: Osaka-jō Hall 27 marca: Nippon Gaishi Hall |

| 2 koncerty                                                        |
| ----------------------------------------------------------------- |
| 24 lipca: Seibu Dome (RED STAGE) 25 lipca Seibu Dome (BLUE STAGE) |

| 2 koncerty                                              |
| ------------------------------------------------------- |
| 22 stycznia: Yokohama Arena 23 stycznia: Yokohama Arena |

| 14 koncertów |
| --- |
| 7 maja: Fukuoka Sunpalace Hall 14 maja: Kurashiki City Auditorium 21 maja: Utsunomiyashi BunkaKaikan 28 maja13 sierpnia: Sendai Sun Plaza Hall 29 maja14 sierpnia: Sendai Sun Plaza Hall 4 czerwca: Honda no Mori Hall 5 czerwca: Niigata Prefectural Civic Center 12 czerwca: ACT CITY Hamamatsu 18 czerwca: Nitori Cultural Hall 25 czerwca: Ehime ken Kenmin Bunka Kaikan Main Hall 9 lipca: Nippon Gaishi Hall 10 lipca: Nippon Gaishi Hall 18 lipca: Osaka-jō Hall 24 lipca: Saitama Super Arena (Stadion Mode) |

| 2 koncerty                                                                 |
| -------------------------------------------------------------------------- |
| 3 grudnia: Tokyo Dome (QUEEN’S NIGHT) 4 grudnia: Tokyo Dome (KING’S NIGHT) |

| 14 koncertów |
| --- |
| 24 czerwca: Shimane Kenmin Kaikan 30 czerwca: Sekisui Heim Super Arena 7 lipca: Green Dome Maebashi 15 lipca: Osaka-jō Hall 16 lipca: Osaka-jō Hall 21 lipca: Fukui Phoenix Plaza 22 lipca: Takaoka Shimin Kaikan 4 sierpnia: Nippon Gaishi Hall 5 sierpnia: Nippon Gaishi Hall 11 sierpnia: Nagasaki Brick Hall 12 sierpnia: Saga-shi Bunka Kaikan 18 sierpnia: Akita Prefectural Hall 19 sierpnia: Aomori Civic Cultural Hall 8 września: Chiba Marine Stadium |

| 2 koncerty                                                        |
| ----------------------------------------------------------------- |
| 19 stycznia: Saitama Super Arena 20 stycznia: Saitama Super Arena |

| 13 koncertów |
| --- |
| 7 lipca: Ehime ken Budōkan 14 lipca: Osaka-jō Hall 15 lipca: Osaka-jō Hall 20 lipca: Kitakami City Cultural Exchange Center Sakura Hall 21 lipca: Sukagawa Cultural Center 3 sierpnia: Seibu Dome 4 sierpnia: Seibu Dome 10 sierpnia: Miyazaki Citizen’s Cultural Hall 11 sierpnia: Kagoshima Citizen’s Cultural Hall 1st Hall 17 sierpnia: Nippon Gaishi Hall 18 sierpnia: Nippon Gaishi Hall NANA MIZUKI LIVE CIRCUS 2013+ (Pierwszy zagraniczny występ) 23 listopada: Legacy Taipei 24 listopada: Legacy Taipei |

| 14 koncertów |
| --- |
| 1 czerwca: Fuji-Q Highland, Conifer Forrest 8 czerwca: Nagano Big Hat 14 czerwca: Sun Arena 15 czerwca: Sun Arena 21 czerwca: Kitakyūshū Media Dome 22 czerwca: Kitakyūshū Media Dome 28 czerwca: Bōfushi Kōkaidō 29 czerwca: Yonago Convention Center BiG SHiP 5 lipca: Yamagata Prefectural Hall 6 lipca: Tokyo Electron Hall Miyagi 11 lipca: Osaka Municipal Central Gymnasium 12 lipca: Osaka Municipal Central Gymnasium 20 lipca: Sanuki City Outdoor Music Square Theatron 3 sierpnia: Yokohama Stadium |

| 2 koncerty                                                                                      |
| ----------------------------------------------------------------------------------------------- |
| 17 stycznia: Saitama Super Arena (stadium mode) 18 stycznia: Saitama Super Arena (stadium mode) |

| 14 koncertów |
| --- |
| 4 lipca: Himegin Hall 11 lipca: Osaka-jō Hall 12 lipca: Osaka-jō Hall 25 lipca: ECOPA Arena 1 sierpnia: Xebio Arena Sendai 2 sierpnia: Xebio Arena Sendai 8 sierpnia: Kitakyūshū Media Dome 15 sierpnia: Nippon Gaishi Hall 16 sierpnia: Nippon Gaishi Hall 22 sierpnia: Shūnan Shibun Kakaikan 23 sierpnia: Biwako Hall 5 września: Tottori Prefecture Citizens’ Culture Hall 12 września: Asty Tokushima 19 września: Seibu Prince Dome |